# Решётчатый настил

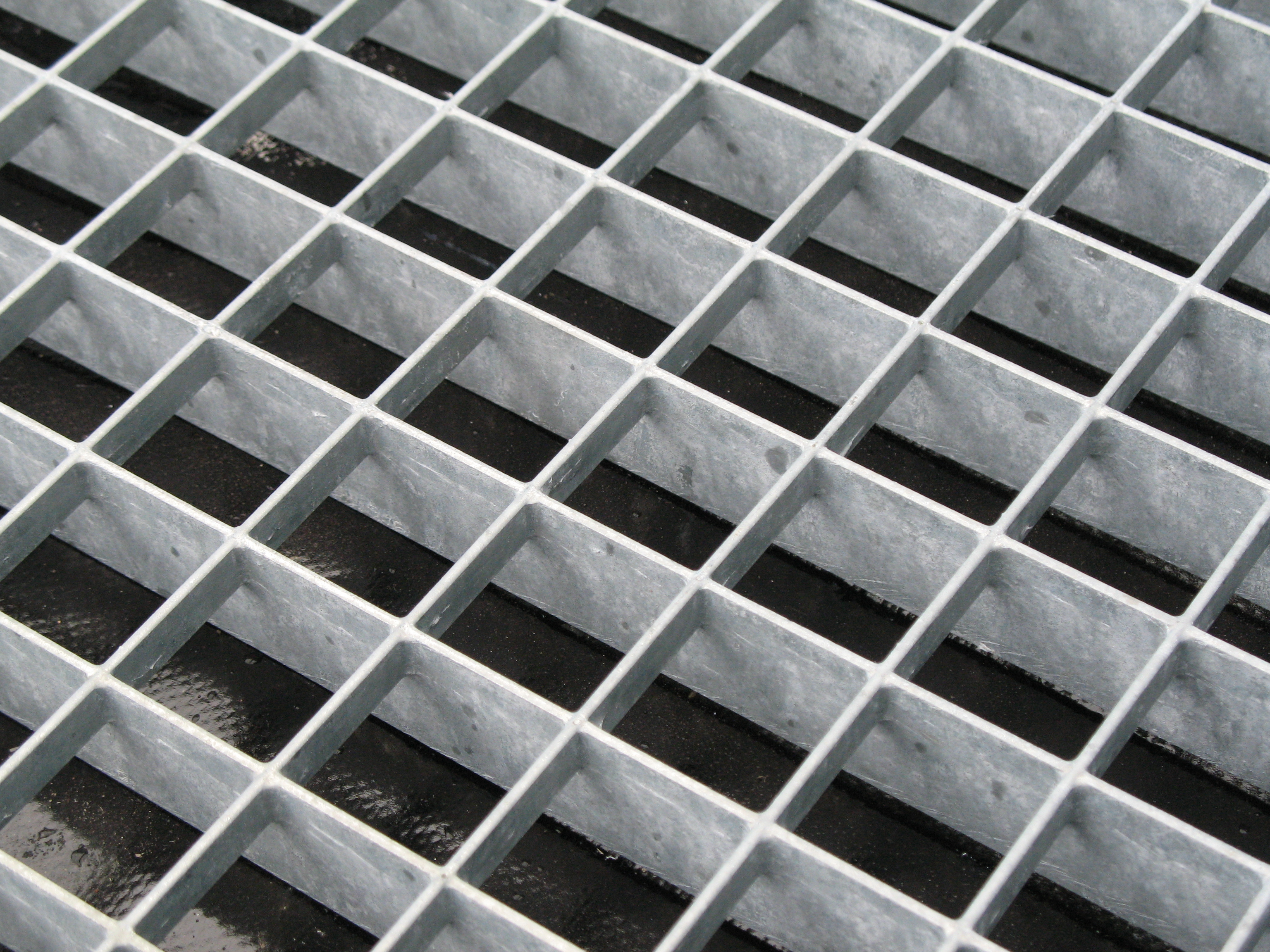
Прессованный настил с ячейкой 33*33 мм

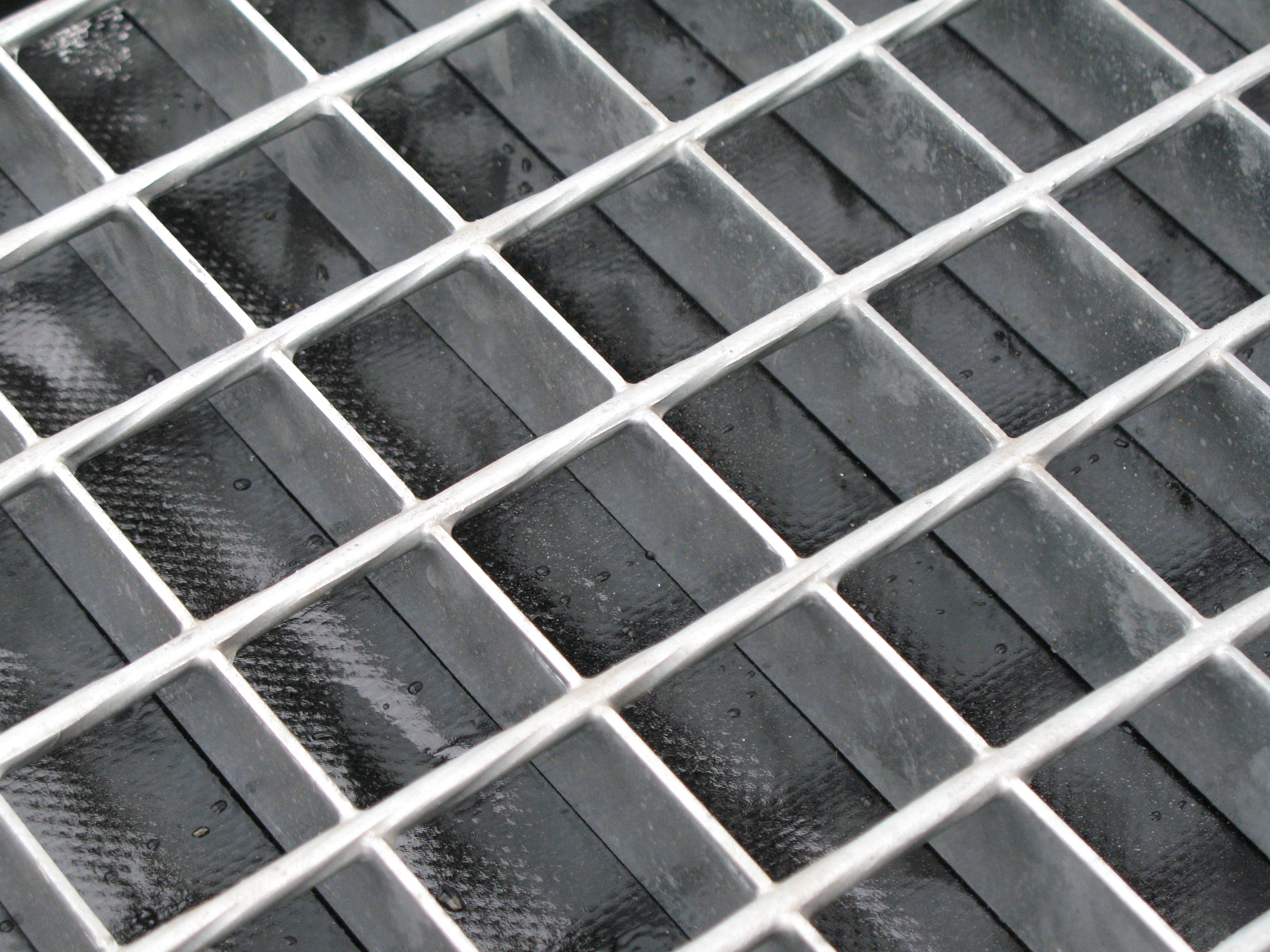
Сварной настил

Решётчатый настил (из металла) — конструкция из несущих и покровных стальных полос, соединённых между собой в определённой конфигурации. Несущие полосы принимают на себя основную нагрузку, а поперечные полосы являются соединяющими. Большинство типов решётчатых настилов имеет обрамление из стальной полосы.
Главные особенности решётчатых настилов — высокая прочность, износостойкость, удобство при монтаже, эстетичный внешний вид — способствовали их широчайшему применению в таких отраслях, как строительство, архитектура, промышленность, благоустройство территорий.
Решётчатые настилы используются как несущие конструкции сооружений, способные выдерживать высокие нагрузки, используются при устройстве строительных и смотровых площадок, различных ограждений, эстакад.

## Способы производства

### Прессованные решётки
Прессованные решётки для настила изготавливаются из малоуглеродистой или нержавеющей стали методом холодной запрессовки связующих полос в несущие. Особенность технологии изготовления прессованных решёток заключается в бессварочном соединении полос. Процесс прессования осуществляется на специальном оборудовании при большом (около 500 тонн) усилии. Технология гарантирует высокую прочность конструкции и обеспечивает монолитность её стыков. Прессованные настилы получили широкое распространение в промышленности и строительстве, где очень важны надёжность и безопасность несущих элементов.

### Сварные решётки
Сварные решётки выпускают при помощи контактной сварки несущих полос с покровным прутком различного сечения под давлением порядка 1000 кН. Основную нагрузку здесь несут металлические полосы. Поперечные кручёные прутки выполняют связующую функцию и обеспечивают высокую прочность. Настилы из сварных решёток используются при строительстве эстакад, площадок техобслуживания, проходных мостиков, устройстве пешеходных дорожек. Кроме того, они хорошо себя зарекомендовали в качестве покрытия для вытирания ног, так как задерживают более половины уличной грязи и снега. Пол, выполненный из сварного настила, незаменим на промышленных предприятиях, где на зону хождения постоянно проливается масло, опасные химические вещества. Если такое покрытие используется на открытом воздухе, то затрудняется оледенение пола, поверхность более безопасна для хождения. Таким образом, пол из сварного настила предотвращает большинство несчастных случаев на производстве.
Еще одним неоспоримым преимуществом сварного настила является его высокая светопроницаемость, этим активно пользуются проектировщики при строительстве крупных производственных цехов и складских помещений. К примеру, полки на крупных складах, выполненные из сварного настила, пропускают достаточно света и не препятствуют распознованию товара на его месте хранения.

## Разновидности прессованных и сварных настилов

### По типу решётки
- Прессованные решётки (обычные)
- Сварные решётки (обычные)
- Решётки для тяжелых грузов
- Цельные решётки
- Ультра-решётки
- Жалюзийные решётки
- Стеллажные решётки
- Приствольные решётки (для деревьев)
- Решётки для морских платформ (стандарт O-SP-SS)
- Ступени для металлических лестниц

Главная особенность решёток для морских платформ — дополнительные круглые прутки, которые приваривают к скрученным покровным прутьям в направлении несущих полос. Сварка осуществляется таким образом, чтобы в ячейку решётки не смог проскочить шар-эталон, диаметр которого составляет 15 миллиметров (стандарт для строительства морских платформ).

### По способам производства
- Прессованные решётки, которые изготовляются бессварочным методом на особом оборудовании холодной запрессовки связующих полос в несущие при высоком давлении;
- сварные решётки, сделанные с применением контактной сварки;
- решётки, созданные комбинированным способом, который сочетает запрессовку и сварку составляющих конструкцию элементов.

## Особенности применения
Решетчатые настилы одинаково эффективно используются как внутри помещения, так и на улице и могут нести практически любую нагрузку.
Легко монтируются и имеют большой срок годности, а в случае выхода из строя одного или нескольких элементов конструкции нет необходимости разбирать весь настил, достаточно демонтировать нужный фрагмент и заменить его новым.
Благодаря своей структуре решётка пропускает воздух и осадочные воды, не позволяет задерживаться грязи. Изготовление решёток возможно с зубьями противоскольжения, применение таких решёток значительно снижает опасность передвижения по ним в дождь, снег и гололёд.

## Нормативно-технические документы, стандарты
- DIN 24537-1 Решётки в качестве половых настилов